# 상피 (사회 제도)
상피(相避)는 고려와 조선 시대에 가까운 친척과 같은 관서에 근무하지 않도록 하거나 출신 지역 또는 특별한 연고 지역의 지방관으로 임명하지 않는 제도이다. 상피는 관료체계의 원활한 운영과 권력의 집중 및 전횡을 막을 목적으로 시행하였다. 
'상피제도'는 일정한 범위 안의 친족간에는 같은 관사(官司)나 통솔관계에 있는 관사에 취임하지 못하도록 하거나, 또는 청송관(聽松官, 소송을 맡는 관리)·시관(試官, 시험을 맡는 관리) 등이 될 수 없도록 하는 제도이다. 어떤 지방에 특별한 연고가 있는 관리가 그 지방에 파견되지 못하는 것도 이에 포함된다. 이는 인정에 의한 권력의 집중을 막기 위해 마련된 것으로, 1092년(고려 선종 9)에 제정되었으나 잘 지켜지지 않는 경우가 많았는데, 조선시대에는 엄격히 적용, 친족·외족·처족 등의 4촌 이내로 적용범위가 규정되어 있었지만 그 이상으로 확대 적용하는 경우도 많았다.